# Чаплови
Чаплови (Ardeidae) са семейство птици от разред Пеликаноподобни (Pelecaniformes). Срещат се и в България.

## Физическа характеристика
Средни и едри по размери птици, теглото им варира между половин и два и половина кг.

## Разпространение и биотоп
На територията на България се срещат следните видове:
- Ardea alba -- Голяма бяла чапла
- Ardea cinerea -- Сива чапла
- Ardea purpurea -- Червена чапла
- Ardeola ralloides -- Гривеста чапла
- Botaurus stellaris -- Голям воден бик
- Bubulcus ibis -- Биволска чапла
- Egretta garzetta -- Малка бяла чапла
- Ixobrychus minutus -- Малък воден бик
- Nycticorax nycticorax -- Нощна чапла

## Начин на живот и хранене
Хранят се предмно с риба и по-малко с насекоми, мишки, змии, малките на други птици и др.

## Размножаване
- Моногамни птици.

## Допълнителни сведения
На територията на България всички представители на семейството са защитени от закона.

## Списък на родовете
- Семейство Ardeidae – Чаплови
  - Род Agamia -- Agami чапли
  - Род Ardea -- Чапли
  - Род Ardeola -- Гривести чапли
  - Род Botaurus -- Големи водни бикове
  - Род Bubulcus -- Биволски чапли
  - Род Butorides --
  - Род Casmerodius --
  - Род Cochlearius --
  - Род Dichromanassa --
  - Род Dupetor --
  - Род Egretta -- Бели чапли
  - Род Florida --
  - Род Gorsachius -- азиатски и африкански нощни чапли (4 вида)
  - Род Hydranassa --
  - Род Ixobrychus -- Малки водни бикове
  - Род Mesophoyx --
  - Род Nyctanassa -- Американски нощни чапли (1 жив представител, 1 изчезнал)
  - Род Nycticorax -- Нощни чапли
  - Род Pilherodius --
  - Род Syrigma --
  - Род Tigriornis --
  - Род Tigrisoma -- типични тигър-чапли (3 вида)
  - Род Zebrilus -- Зиг-заг чапли
  - Род Zonerodius -- Нова Гвинея тигър-чапли